# Katedra Geografii Turystyki i Rekreacji (WGiSR UW)
Katedra Geografii Turystyki i Rekreacji – jednostka naukowa Wydziału Geografii i Studiów Regionalnych Uniwersytetu Warszawskiego zajmująca się geografią w specjalizacji: Geografia turyzmu. Jednostka została utworzona w 2018 roku. Kierownikiem Katedry jest prof. dr hab. Andrzej Kowalczyk.